# 西城恵一
西城 恵一（さいじょう けいいち、1949年9月29日 - ）は、日本の天文学者。日本変光星観測者連盟（VSOLJ）の代表を務めている。理学博士。

## 来歴・人物
広島県出身。子供の頃から星が好きで、当時はよく星空を見上げていた。中学生になってからプラネタリウムに出入りするようになる。広島大学附属高等学校卒業。東京大学理学部天文学科在学時に北村正利のゼミに入り光電管による変光星の観測を始めた。1973年東京大学理学部天文学科卒業、1979年東京大学大学院理学系研究科天文学専攻博士課程修了。国立科学博物館に入り理工学研究部研究員を経て天文学担当の主任研究官となる。変光星の眼視観測データの収集と解析に尽力しており、またぎょしゃ座ζ星やケフェウス座VV星のような主星が赤色超巨星で伴星が早期スペクトル型を示す主系列星の食変光星や赤色巨星の脈動変光星の研究をしていることでも知られている。閨閥・門閥には無縁でアマチュア天文家との交流にも積極的な庶民派の天文学者であるといえる。

## 著書

### 単著
- 『小学なぜなぜふしぎサイエンス』

### 共著
- 『宇宙の質問箱・太陽系編』（誠文堂新光社　1992年）
- 『宇宙の質問箱・星・銀河・宇宙編』（誠文堂新光社　1992年）
- 『工作による天体観測』（共立出版）

### 訳書
- 『ホップアップ宇宙』（ヒーザー・クーパー著　丸善　1986年）